# Стюарт Даллас
Стюарт Даллас (англ. Stuart Dallas, нар. 19 квітня 1991, Кукстаун) — північноірландський футболіст, фланговий півзахисник клубу «Лідс Юнайтед».
Виступав, зокрема, за клуби «Крузейдерс» та «Брентфорд», а також національну збірну Північної Ірландії.

## Клубна кар'єра
У дорослому футболі дебютував 2010 року виступами за команду клубу «Крузейдерс», в якій провів два сезони, взявши участь у 63 матчах чемпіонату.
Своєю грою за цю команду привернув увагу представників тренерського штабу клубу «Брентфорд», до складу якого приєднався 2012 року. Відіграв за клуб з Лондона наступний сезон своєї ігрової кар'єри.
Протягом 2013 року захищав на умовах оренди кольори команди клубу «Нортгемптон Таун».
У 2013 році повернувся до клубу «Брентфорд». Цього разу провів у складі його команди два сезони. Більшість часу, проведеного у складі «Брентфорда», був основним гравцем команди.
До складу клубу «Лідс Юнайтед» приєднався 2015 року. Відтоді встиг відіграти за команду з Лідса 20 матчів в національному чемпіонаті.

## Виступи за збірні
У 2010 році залучався до складу молодіжної збірної Північної Ірландії. На молодіжному рівні зіграв в одному офіційному матчі.
У 2011 році дебютував в офіційних матчах у складі національної збірної Північної Ірландії. Наразі провів у формі головної команди країни 52 матчі, забивши 3 голи.